# Ingenieur-Technischer Außenhandel
Der Ingenieur-Technische Außenhandel (ITA) war ein Außenhandelsbetrieb des DDR-Außenhandelsministeriums. Der Betrieb war für den Waffenimport und -export der DDR verantwortlich.

## Aufgaben
Die Aufgaben des ITA waren der Import von militärischer Ausrüstung, Waffen und Ersatzteile für die Kasernierte Volkspolizei, später Nationale Volksarmee, Volkspolizei und das Ministerium für Staatssicherheit (MfS), aber auch der Export eigener Waren aus diesem Bereich ins Ausland. Diese Exporte fanden neben den Warschauer-Pakt-Staaten auch in Staaten des sogenannten nichtsozialistischen Auslands außerhalb des Warschauer-Pakts statt. Sie gingen bspw. nach Vietnam, Syrien, Äthiopien, Kambodscha, Mosambik, und Ägypten, ab den 1980er Jahren auch nach Indien, Nikaragua, Angola, Algerien, in den Irak und Iran sowie an die PLO und die Fatah. Zusätzlich war der ITA auch für wissenschaftlich-technische Zusammenarbeit zuständig.

## Geschichte
Die Vorgängerorganisationen des Ingenieur-Technischen Außenhandels (ITA), die Ingenieur-Technische Verwaltung (ITV) wurde am 25. April 1956 gegründet. Der ITA ging am 1. Januar 1966 bereits unter dem Namen Ingenieur-Technischer Außenhandel daraus hervor, wurde aber offiziell erst 1981 gegründet. Er hatte seinen Hauptsitz in Berlin-Pankow.
Die Ingenieur-Technische Verwaltung war offiziell zunächst dem Ministerium für Außenhandel unterstellt, bestand aber auf Führungsebene aus Offizieren der NVA. Anfangs war der Leiter direkt dem Minister für Nationale Verteidigung und die Organisation dem Chef des Bereiches Technik und Bewaffnung und zugleich stellvertretenden Minister für Nationale Verteidigung unterstellt. Ein Wechsel der Unterstellung vom Verteidigungs- in das Außenhandelsministerium wurde am 1. Juli 1961 vorgenommen. Der Vorgesetzte des Chefs der Ingenieur-Technischen Verwaltung und später des Ingenieur-Technische Außenhandels blieb aber weiterhin der Minister für Nationale Verteidigung. Ab Anfang der 1960er Jahre war beispielsweise dem Leiter der Handelspolitischen Abteilung der DDR in Warschau und Prag ein Militärattaché der Ingenieur-Technische Verwaltung zugeordnet.
Der Ingenieur-Technische Außenhandel wurde aus dem Staatshaushalt finanziert und führte seine Umsätze auch dorthin ab. Er war bis 1979 alleiniger Ex- und Importeur militärischer Güter, bis der Bereich Kommerzielle Koordinierung (KoKo) in dieses Geschäftsfeld mit einstieg. Später wurde am 1. Januar 1982 durch den KoKo dafür die IMES gegründet. Der ITA war ab diesem Zeitpunkt an allen Geschäften der IMES direkt beteiligt. Er stellte als Dienstleister die gesamte Abwicklung, wie Lieferung, Transport und Rechnungsstellung sicher.
Die Transporte des ITA sowie der IMES wurden überwiegend über den VEB Seehafen Rostock und die Deutsche Seereederei, aber auch in östliche Richtung über den Hafen Mukran und die Fährverbindung Mukran–Klaipėda abgewickelt. Im Hafen Mukran besaß der ITA dafür seit 1986 eine Leitstelle für Auslandstransporte der NVA und eine Transportaußenstelle. Ab 1982 erfolgte der Waffenexport zweigleisig über den planwirtschaftlich gebundenen ITA und die von Plänen der Staatlichen Plankommission losgelöste IMES. Damit konnte u. a. auch die parallele Belieferung von gegnerischen Kriegsparteien wie Iran und Irak im Ersten Golfkrieg sichergestellt werden. Im Jahr 1981 hatte der ITA über die Deutsche Seereederei bspw. 7.600 Tonnen militärische Güter transportiert, im Folgejahr bereits 18.100 Tonnen. Im Jahr 1988 waren über Mukran mehr als 600 Transporte des ITA geplant und bis 1989 wickelte der ITA bspw. irakische Bestellungen von u. a. Waffen und Uniformen im Wert von 492 Mio. Mark ab.
Abgerechnet wurde in Transferrubel und außerhalb des Warschauer Pakts in frei konvertierbarem Westgeld.
Kurz vor der Wiedervereinigung versuchten einzelne ITA Mitarbeiter den Ingenieur-Technischeb Außenhandel zukünftig privatwirtschaftlich weiterzuführen um bspw. bereits mit Indien abgeschlossene Verträge auch nach der Wiedervereinigung zu erfüllen. Die Bundesrepublik widerrief später die Bestellungen und zahlte fällige Konventionalstrafen.
Im Juli 1991 wurde in Berlin die Ingenieur-Technischer Außenhandel Gesellschaft mit beschränkter Haftung im Aufbau gegründet, die als Geschäftszweck den „Handel mit Erzeugnissen und Leistungen aus Abrüstung und Konversion in der ehemaligen DDR und in anderen Ländern“ sowie den „Handel mit militärischer Technik und Ausrüstung“ angab. Nach der Abwicklung durch die Treuhand am 14. August 1992 wurden die Vermögenswerte der ITA (Stand 30. September 1991 rund 116 Mio. DM) in den Ausgleichsfonds Währungsumstellung überführt. Die Ingenieur-Technischer Außenhandel GmbH wurde am 16. November 2001 gelöscht.